# برج‌های دوقلوی پتروناس

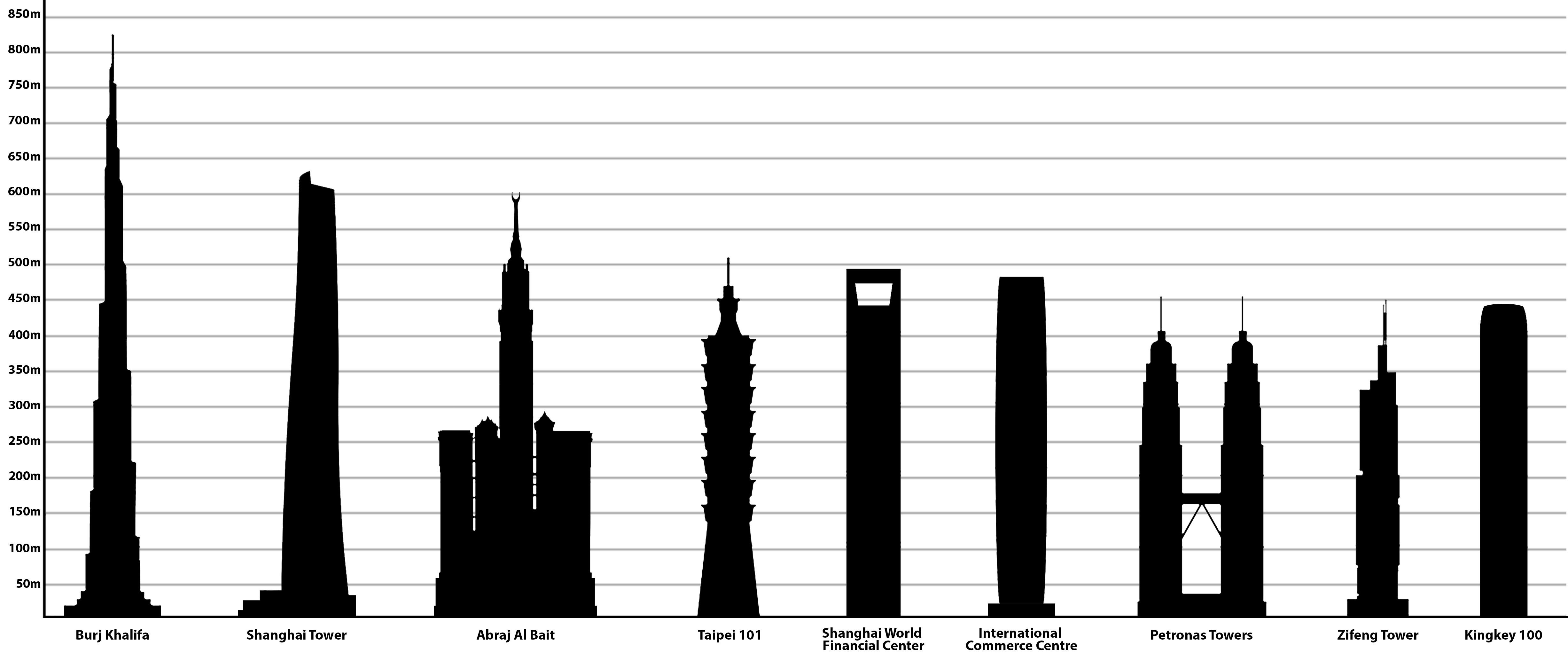
مقایسه برج‌های دوقلوی پتروناس با بلندترین سازه‌های آسیا

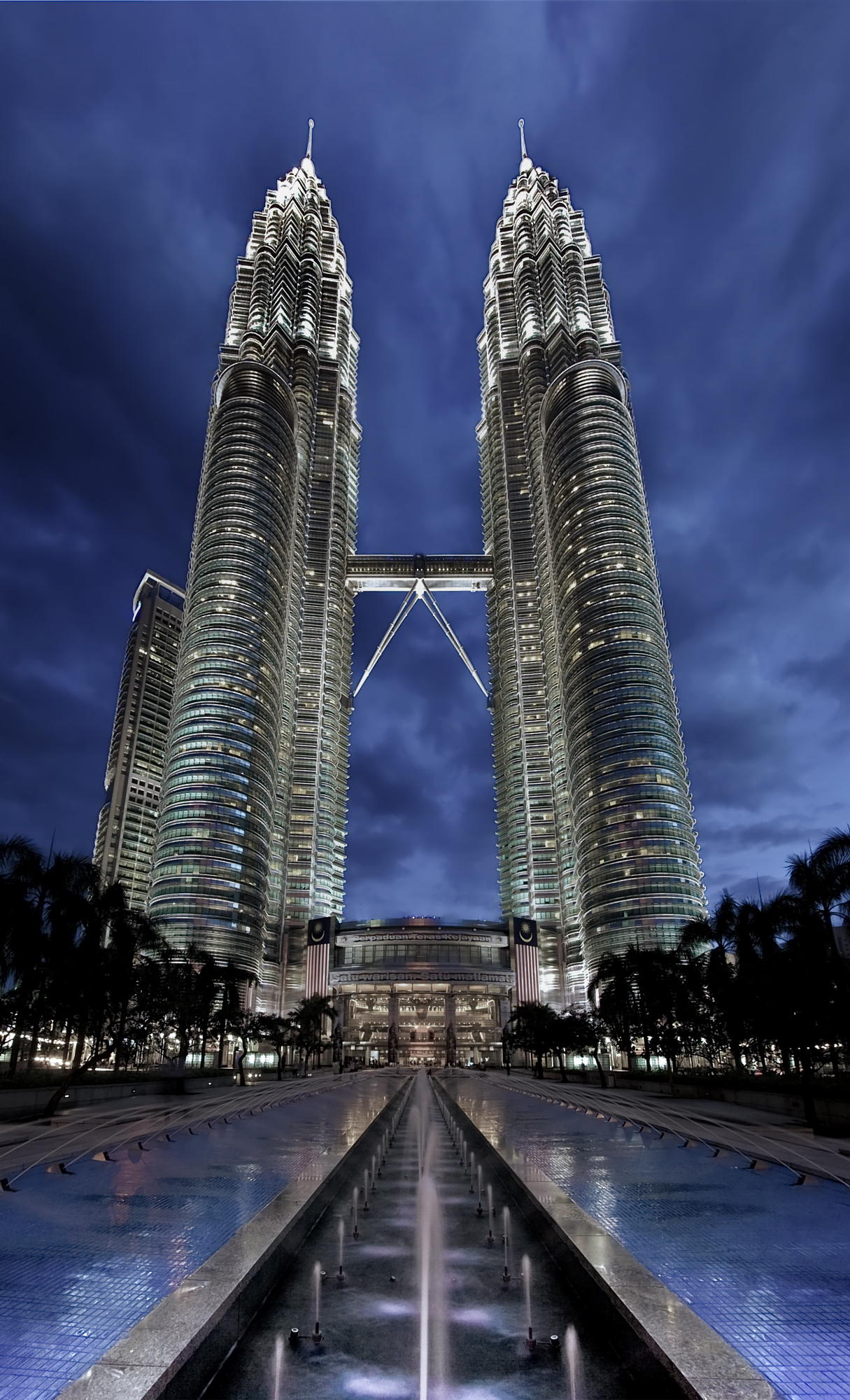
نمایی از برج‌های دوقلو پتروناس

برج‌های دوقلوی پتروناس (به انگلیسی: Petronas Towers) از بلندترین آسمانخراش‌های جهان هستند که در شهر کوالا لامپور در کشور مالزی قرار گرفته‌اند. برج‌های دوقلو با احتساب آنتن بالای آن‌ها، ۴۵۲ متر بلندی دارند. تعداد طبقات هر برج ۸۸ طبقه است و جمعاً ۷۸ آسانسور در این دو ساختمان فعال هستند. این دو برج از زیر توسط مرکز خرید سوریا به‌هم وصل هستند. همچنین پلی طبقات ۴۱ و ۴۲ این دو برج را به هم متصل می‌کند. ارتفاع این پل از سطح زمین ۱۷۵ متر و طول آن ۵۶ متر می‌باشد.

## تاریخچه
کار ساخت این برج‌ها از سال ۱۹۹۵ شروع شد و در زمانی کوتاه در سال ۱۹۹۸ به اتمام رسید. دولت مالزی ساخت این برج‌ها را به‌عنوان نماد پیشرفت اقتصادی این کشور در دستور کار خود قرار داد. امروزه برج‌های دوقلوی پتروناس به یکی از نمادهای اصلی کوالا لامپور و مالزی تبدیل شده‌اند.

## معمار این بنا
شایان ذکر است به دلیل نزدیکی این برج‌ها به مرکز نمایشگاه‌های مالزی (کی‌ال‌سی‌سی) این برج‌ها نیز به اشتباه به برج‌های کی‌ال‌سی‌سی معرفند به شکلی که در سرتاسر جاده‌های مالزی، تابلویی که شما را به سمت این برج‌ها هدایت می‌کند و عکسی از برج‌ها را نیز داراست به این برج‌ها با همان نام کی‌ال‌سی‌سی اشاره می‌نماید.
این برج‌ها توسط ژاپنی‌ها و کره‌ای‌ها - هر کدام یکی از برج‌ها - طی مسابقه‌ای برای تکمیل پروژه ساخته شده‌اند و سپس دو برج با پلی به هم متصل شده‌اند. این برج‌ها جزو بلندترین برج‌های دوقلوی دنیا به‌شمار می‌روند.
در طبقه پایین برج‌ها مجتمع خرید بزرگ سوریا قرار دارد. البته به توریست‌ها خرید از این مجتمع به دلیل گرانی برخی اجناس در آن توصیه نمی‌شود. در طبقه پایین کی‌ال‌سی‌سی آکواریوم زیبایی قرار دارد که در آن شما از دالان شیشه‌ای زیر آب کوسه‌ها و سفره ماهی‌های غول پیکر را از نزدیک خواهید دید. نمایندگی شرکت سونی و اغلب مارک‌های لباس شاید از مراکز دیدنی این برج باشند. در طبقه بالای فروشگاه‌های برج سینما و فروشگاه کتاب بزرگی قرار دارد. موزه آثار هنری این برج‌ها نیز شایان توجه است.
تا سال ۲۰۰۴ این برج‌ها بلندترین سازه‌های جهانی بودند اما حال، بلندترین برج‌های دوقلوی جهان‌اند. طراحی این برج‌ها توسط معمار آرژانتینی Cesar Pelli و همکارانش انجام گرفت. نقشه اولیه طراحی برج‌ها در سال ۱۹۹۲ آغاز شد. این طرح شامل تست‌های دقیق و شبیه‌سازی‌های مقاومت سازه در برابر باد و بار روی طرح بود.

## تاریخچه ساخت

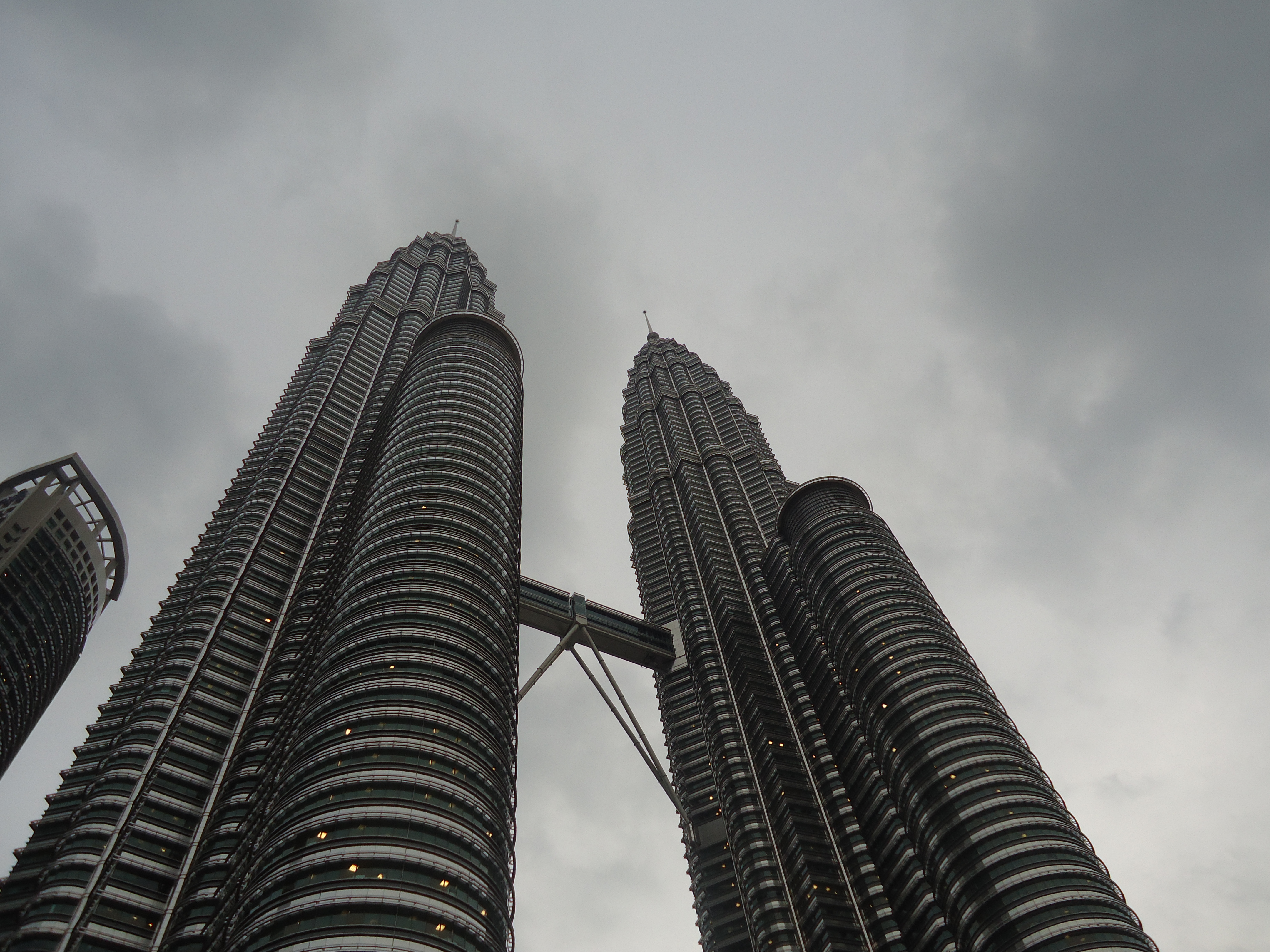
نمایی دیگر از برج های دوقلو پتروناس

عملیات گودبرداری برای این برج‌ها از اول مارس سال ۱۹۹۳ شروع شد و طی این عملیات روزانه ۵۰۰ کامیون کامیون خاکبرداری انجام گرفت تا به پیِ ۳۰ متری زیرِ زمین برسند.
ساخت و ساز این ابرسازه‌ها نیز از اول آوریل سال ۱۹۹۴ آغاز شد و در سال ۱۹۹۷ اولین دسته از کارکنان برج‌های دوقلو وارد آن‌ها شدند. در تاریخ ۱ اوت سال ۱۹۹۹ افتتاحیه رسمی این برج‌ها توسط دکتر ماهاتیر محمد، نخست‌وزیر مالزی انجام گرفت.
طرح برج‌های ۸۸ طبقه‌ای پتروناس الهام گرفته از هنرهای اسلامی است و از فلز، شیشه و بتن ساخته شده‌است. سطح مقطع طبقهٔ چهل و سوم برج اول برگرفته از طرح اسلامی ربع الحزب است.
جالب است بدانید این برج‌ها درست یک روز پس از فاجعهٔ ۱۱ سپتامبر تهدیدی مبنی بر بمب‌گذاری در ساختمان‌ها دریافت کردند. هرچند بمبی پیدا نشد اما یگان ویژهٔ خنثی‌سازی بمب هر دو برج را کاملاً تخلیه کردند. تنها سه ساعت پس از تخلیهٔ کامل به کارکنان و فروشندگان اجازهٔ بازگشت داده شد.
این برج‌ها بیشتر اداری هستند، به‌طوری‌که در برج اول اکثراً کارکنان خود برج‌ها قرار دارند و در برج دوم دفاتر مربوط به شرکت‌های بزرگ جهانی واقع شده‌اند. شرکت‌هایی نظیر هوآوی، الجزیره، مایکروسافت، بوئینگ و رویترز در این برج‌ها دفتر اداری دارند.
دقیقاً چسبیده به برج‌های دوقلو، یکی از بزرگ‌ترین و مدرن‌ترین مراکز خرید کوالا لامپور قرار گرفته‌است. مرکز خرید Suria KLCC یک مرکز خرید ۱۴۰٬۰۰۰ متر مربعی است که در شش طبقه ساخته شده و محل تجمع لوکس‌ترین لوازم و برندها است.
در کنار برج‌های دوقلوی پتروناس، پارک مرکزی شهر کوالا لامپور، پارک کی‌ال‌سی‌سی قرار گرفته‌است. این پارک ۱۷ هکتار مساحت داشته و دارای مسیرهای مخصوص پیاده‌روی و قدم زنی، فواره‌های آبی همراه با رقص نور است. این به ویژه در شب سال نو و در مراسم آتش بازی مخصوص به آن شب بسیار شلوغ و البته دیدنی می‌شود.

## ویژگی‌ها
اما یکی از بارزترین ویژگی‌های برج‌های دوقلو، پل دوطبقه‌ای است که در میانهٔ راه آن‌ها را بهم متصل کرده‌است. این پل دوطبقه که خود از جمله دیدنی‌های کوالالامپور است در طبقات ۴۱ و ۴۲ دو برج را بهم وصل می‌کند.
این پل دوطبقه تنها به‌علت زیبایی ظاهری به برج‌ها اضافه نشده، از آنجایی که دو برج از هم فاصله داشته، این پل میانبری بین دو برج محسوب می‌شود. علاوه بر این عامل، این پل تکیه گاهی میان دو ساختمان فراهم می‌کند.
سیستم بالابر این برج یک سیستم دوگانه است. به‌طوری‌که آسانسور پایینی افراد را به طبقات فرد می‌برد و آسانسور بالایی در طبقات زوج توقف دارد. در کل ۲۹ آسانسور دوگانه در این دو برج کار می‌کنند.
برای بازدید از برج‌های دوقلوی پتروناس بایست بلیت ورودی تهیه کنید. می‌توانید این بلیت‌ها را به‌طور آنلاین یا به شکل حضوری بخرید. تخفیف بلیت‌ها شامل افراد ۵۵ سال به بالا می‌شود. برخی مواقع صفوف تهیهٔ بلیت می‌توانند بسیار طولانی شوند.
ارتفاع این برج‌ها به ۴۵۲ متر می‌رسد و طرح آن‌ها در رساندن پیام مبنی بر تاریخ مالزی و آیندهٔ مدرن آن موفق بوده‌است. بنابه گفتهٔ طراح این سازه‌ها، برج‌های دوقلوی پتروناس بناهایی هستند که تا ابد با نام کوالالامپور گره خورده‌اند.

## ساعت کار
ساعات کاری این برج‌ها از ۹:۰۰ تا ۲۱:۰۰ است ولی توجه داشته باشید که این برج‌ها در روزهای جمعه از ساعت ۱۳:۰۰ تا ۱۴:۳۰ بسته هستند. نزدیک‌ترین ایستگاه مترو به این برج‌ها، ایستگاه کی‌ال‌سی‌سی در خط KJ10 است. همچنین می‌توانید از هر نقطهٔ شهر به مقصد برج‌های دوقلوی پتروناس تاکسی بگیرید.
بازدید از برج‌های دوقلوی پتروناس در تمام طول سال، بغیر از روزهای دوشنبه و تعطیلی‌های رسمی مالزی امکان‌پذیر است.

## پیوندها
- وب‌گاه رسمی برج‌های دوقلوی پتروناس بایگانی‌شده  در ۱۹ ژوئیه ۲۰۱۱ توسط Wayback Machine
- درباره برج‌ها
- panoramas.dk تصویر ۳۶۰ درجه برج‌ها
- ArchNet - Drawings, photos and videos